# Sclerolobium physophorum
Sclerolobium physophorum är en ärtväxtart som beskrevs av Huber. Sclerolobium physophorum ingår i släktet Sclerolobium och familjen ärtväxter. Inga underarter finns listade i Catalogue of Life.